# Fiskaruddens naturreservat
Fiskaruddens naturreservat är ett naturreservat om 4,4 hektar beläget utanför Herräng i Norrtälje kommun. Naturreservatet består av en udde med gammal betesmark och växtlighet som är typisk för skärgården, samt områden med barr- och lövskog.